# 光の海 (漫画)
『光の海』（ひかりのうみ）は、小玉ユキによる日本の漫画作品。

## 概要
『月刊フラワーズ』（小学館）へ移籍後、コダマユキから現在の小玉ユキへ改名した後、初めての作品。
人魚を題材にした全5編のオムニバス作品。

## あらすじ
光の海
『月刊フラワーズ』2006年1月号掲載
寺の坊主・秀胤は、住職の孫で同じく坊主の光胤が気に食わなかった。明るく、町の人々からも人気のある光胤に人魚の恋人がいると知った秀胤は……。
波の上の月
『月刊フラワーズ』2006年3月号掲載
学生時代、一緒に暮らしていたさきと京子。卒業後、地元へ帰った京子に2年振りに会いにいったさき。京子に連れられ、交尾の練習をする人魚の群れを見たさきは、その中の一人に自分と似たものを見出した。
川面のファミリア
『月刊フラワーズ』2006年5月号掲載
売れない小説家の父と2人暮らしの文（ふみ）。ある日、出産間近の川人魚と遭遇。その日以来、父はよく釣りへ行くようになり、そして遂に、2人が仲良さそうに過ごしている場面を見てしまう。
さよならスパンコール
『月刊フラワーズ』2006年9月号掲載
人魚の友達がいる奈月と悦子。人間のおしゃれに興味津々の人魚は足に憧れ、1日だけ人魚が人間になれるというおまじないに挑戦することになる。
水の国の住人
『月刊フラワーズ』2006年12月号掲載
元・海女のミヨシ。決して家のカーテンを開けないことを、孫は疑問に思っていた。原因は、ミヨシが若い頃に体験したある出来事だった。

## 書誌情報
- 小玉ユキ『光の海』小学館〈フラワーコミックス〉2007年1月26日発売、ISBN 978-4091308405